# Tegenaria regispyrrhi
Tegenaria regispyrrhi är en spindelart som beskrevs av Brignoli 1976. Tegenaria regispyrrhi ingår i släktet husspindlar, och familjen trattspindlar. Inga underarter finns listade i Catalogue of Life.